# 张若震
張若震（1696年—1756年），字宗岳，號愣阿，室名靜春齋，出身桐城張氏，治詩經，舉人身分。清朝雍正、乾隆年間政治人物，官至從二品湖北巡撫。安徽安慶府桐城縣（今安慶市桐城市）人。文華殿大學士張英之孫，禮部左侍郎張廷璐長子。
張若震出身於桐城張氏，其家世顯赫，祖父張英、伯父張廷玉皆官至大學士，父張廷璐曾任禮部侍郎。
張若震於雍正元年（1723年）獲賜舉人出身，雍正六年（1728年）被授予浙江天縣知縣官職，雍正七年（1729年）升嘉興府同知，雍正八年（1730年）任台州府知府，雍正十年（1732年）遷浙江鹽驛道，雍正十二年（1734年）至乾隆七年（1742年）任浙江布政使，乾隆十四年（1749年）任甘肅布政使，乾隆十五年（1750年）改河南布政使。乾隆十六年（1751年）任西安布政使，乾隆十八年（1753年）任湖北巡撫，乾隆二十一年（1755年）卒於任上。

## 生平

### 欽賜舉人
張若震出生於康熙三十五年十一月一日（1696年11月25日）戌時，是張廷璐的長子，而後在參與科舉時，選擇治詩經，後取得了增貢生身分。
到了雍正元年（1723年）的癸卯科順天鄉試，時年28歲的張若震，因為伯父張廷玉以禮部尚書身分擔任順天鄉試的主考官，因此迴避，而後在御試中取得第三名的成績，而後被御賜舉人功名。
雍正五年（1727年），挑選教職引見給皇帝，奉旨命往浙江以知縣用。並在天台縣建立了先農壇

### 歷任浙江
雍正六年（1728年），時年33歲的張若震被實授為正七品的浙江台州府天台縣知縣。雍正七年（1729年），身為知縣的張若震重修縣內的學宮。
同一年，時年34歲的張若震被升任為正五品的浙江嘉興府海防同知，隔年（1730年）再升為正四品台州府知府。在台州知府任上，張若震再次重修了當地的學宮。
雍正九年（1731年），再次被雍正帝引見，被賜予紫貂墨刻之屬。
雍正十年（1732年），時年37歲的張若震，遷任正四品的浙江鹽驛道道員。隔年在西湖蘇堤跨虹橋以西，重修曾被康熙帝御題「正學闡敎」、「崇文」的崇文書院。

### 三遷藩台
雍正十二年四月二十五日（1734年5月27日），雍正帝特意下旨，將時年39歲的張若震拔擢為從二品的浙江布政使。並賜御書福字一幅。
雍正十三年七月二十一日（1735年9月7日），雍正帝下諭，他認為浙江鹽務的情況大不如以前，總督銜浙江巡撫程元章（53歲）如今的能力辦理巡撫事務已經是勉強了，而浙江布政使張若震（40歲），不僅年力精壯而且實心任事，且此前擔任過鹽道道員，所以讓其兼管鹽政。